# Diversidad sexual en Moldavia
Las personas del colectivo LGBT+ en Moldavia se enfrentan a ciertos desafíos legales y sociales no experimentados por otros residentes. Las relaciones sexuales consensuales entre personas del mismo sexo fueron despenalizadas en 1995. Sin embargo, la diversidad sexual aún es un tema tabú en la sociedad moldava, la cual es mayormente conservadora, por lo tanto, aún persiste la violencia, la discriminación y la persecución de las personas LGBT+ en el país. Esto ocurre principalmente debido a que, desde la caída de la Unión Soviética, la Iglesia ortodoxa ha ejercido una mayor influencia en el país. Por otra parte, las Marchas del Orgullo LGBT+ se realizan en Moldavia desde 2013, en la ciudad de Chisináu.

## Legislación y derechos

### Despenalización de la homosexualidad
La mayor parte del territorio de la actual Moldavia formaba parte del Imperio ruso desde 1774, donde ya en 1716 el Código Militar había prohibido la sodomía en el ejército. En 1835, Nicolás I extendió a toda la sociedad civil la prohibición del llamado мужеложство (muzhelozhstvo, interpretado como delito de sodomía masculina) en el artículo 995 del Código Civil, castigándolo con hasta cinco años de exilio en Siberia.
La Revolución Rusa de 1917 descriminalizó la homosexualidad al igual que se aprobaron otras medidas progresistas como el divorcio o el aborto. Sin embargo, bajo el régimen estalinista, la homosexualidad masculina se volvió a clasificar como una enfermedad mental en 1930, y se criminalizó en 1934 bajo el artículo 119 del Código Penal con hasta cinco años de trabajos forzados en prisión.
Tras el colapso de la Unión Soviética, Moldavia emitió en 1995 la Ley N.º 500, la cual modificó diversos artículos del Código Penal, entre ellos el artículo 106, eliminando las antiguas disposiciones soviéticas las cuales criminalizaban la homosexualidad, despenalizando así las relaciones sexuales consensuales entre personas del mismo sexo en Moldavia. La edad de consentimiento sexual en Moldavia es de 18 años, sin importar la orientación sexual.

### Reconocimiento de las parejas del mismo sexo
No existe ningún tipo de reconocimiento legal hacia las parejas formadas por personas del mismo sexo en forma de matrimonio o de unión civil en Moldavia, por ende, el Estado moldavo tampoco reconoce a la familia homoparental. En Moldavia está prohibido constitucionalmente el matrimonio entre personas del mismo sexo desde 1994.

### Leyes y medidas antidiscriminación

#### Protección laboral
Desde el año 2013, el Estado de Moldavia cuenta con medidas legales las cuales prohíben la discriminación por motivos de orientación sexual en el ámbito laboral, y desde el 2023, por motivos de identidad de género, sin embargo, la protección contra la discriminación en el empleo no se extiende hasta la expresión de género o las características sexuales.
Ley de Igualdad: En mayo de 2012 se emitió la Ley de Igualdad (Ley No.121) (2013), la cual especifica según el literal "1" del artículo 7, especifica que la discriminación por motivos de "orientación sexual" está prohibida en la esfera del empleo. En 2023, esta ley fue modificada por la Ley de revisión del marco normativo sobre no discriminación y garantía de la igualdad (Ley n.º 2) (2023) para incluir la identidad de género entre los motivos protegidos frente a la discriminación que figuran en el artículo 1. El artículo 6 prohíbe cualquier tipo de discriminación, mientras que el artículo 7 prohíbe específicamente la discriminación en el empleo.
El artículo 1 de la Ley de Igualdad expresa lo siguiente:

(1) El objetivo de esta ley es prevenir y combatir la discriminación, así como garantizar la igualdad de todas las personas bajo la jurisdicción de la República de Moldavia en las esferas política, económica, social, cultural y otras esferas de la vida, independientemente de raza, color, origen nacional, condición étnica y social, ciudadanía, idioma, religión o creencia, edad, sexo, identidad de género, estado civil, orientación sexual, discapacidad, estado de salud, estado de VIH, opinión, afiliación política, riqueza, nacimiento o cualquier otro criterio.
Ley de Igualdad

### Leyes y medidas restrictivas
Restricciones a la libertad de expresión
En 2012, las autoridades moldavas comenzaron a introducir prohibiciones de la "propaganda de la homosexualidad" a nivel local (ciudades, distritos y aldeas) aunque sin sanciones.
En 2013, Moldavia promulgó una ley que establecía un castigo por "la distribución de información pública destinada a la propagación de la prostitución, la pedofilia, la pornografía o cualquier otra relación que no sea la relacionada con el matrimonio o la familia". Sin embargo, esta ley fue derogada ese mismo año.
En 2016, las autoridades presentaron un proyecto de ley para imponer sanciones por "la propaganda de relaciones homosexuales entre menores por medio de asambleas, medios de comunicación masiva, Internet, folletos, panfletos, imágenes, clips de audio y vídeo, películas y/o grabaciones de audio y vídeo, a través de grabaciones de sonido, amplificadores u otros medios de amplificación de sonido". Sin embargo, el proyecto de ley no fue aprobado.
En mayo de 2022, los miembros de la Asamblea Popular de la unidad territorial autónoma de Gagauz adoptaron una nueva resolución dirigida a las minorías sexuales. Esta resolución prohíbe la "propaganda de la homosexualidad" en la unidad administrativa territorial, así como las manifestaciones y marchas del orgullo. En noviembre de 2022, el Bloque Parlamentario de Comunistas y Socialistas (BCS) presentó un proyecto de ley contra la "propaganda LGBT en las escuelas". Este proyecto de ley llegó tras el lanzamiento de una campaña llamada "Niños LGBT en tu escuela", que es la primera campaña de concienciación sobre los derechos de los niños LGBT+ en los sistemas educativos.
En febrero de 2023, el Parlamento Nacional votó en contra del proyecto de ley contra la "propaganda LGBT en las escuelas".
En enero de 2024, se informó de que las autoridades de la región separatista de Transnistria habían declarado 2024 como, "Año de los Valores Familiares". Con el fin de conmemorarlo, el gobierno anunció un proyecto de ley para modificar la legislación administrativa vigente y prohibir la promoción de "relaciones sexuales no tradicionales, el cambio de sexo o la pedofilia", un lenguaje utilizado en leyes similares que ya están en vigor en Rusia. En junio de 2024, representantes del partido político Victorie de Moldavia presentaron el Proyecto de ley para una política nacional de preservación y consolidación de los valores espirituales y morales tradicionales (2024). El proyecto de ley pretende esencialmente que se diseñe una política nacional para "proteger los valores espirituales y morales tradicionales". Encargaría al gobierno que presente propuestas para adecuar la legislación moldava a dicha política nacional en un plazo de 3 meses a partir de su aprobación. En particular, el proyecto se refiere a reformas en los medios de comunicación y la educación, entre otros sectores. Además, define la promoción de "relaciones sexuales no tradicionales" y la "negación del matrimonio" en tanto que unión "entre un hombre y una mujer" como "ideologías destructivas". También considera que las actividades de organizaciones y personas que contribuyen a la difusión de estas "ideologías destructivas" son una amenaza para los intereses nacionales y públicos de Moldavia.

### Leyes sobre crímenes de odio e incitación al odio
Crímenes de odio
En el 2022, la Ley No.111 modificó el literal 1 del artículo 134 del Código Penal, para incluir la orientación sexual e identidad de género entre los términos que se consideran incluidos bajo la expresión "perjuicio".
El literal 1 del artículo 111 expresa lo siguiente:

Artículo 134. Motivos del perjuicio
(1) Razones perjudiciales significan ideas preconcebidas del perpetrador basadas en consideraciones de raza, color, origen étnico, nacional o social, ciudadanía, sexo, género, idioma, religión o creencias religiosas, opiniones políticas, discapacidad, orientación sexual, identidad de género. , estado de salud, edad, estado civil, independientemente de si el acto se comete en relación con la persona que posee tales características protegidas, en relación con sus bienes o asociados a ellos o en relación con la persona que brinda apoyo a las personas que las poseen. tales características protegidas o se asocia con ellas, siendo esta asociación real o percibida como real.

Incitación al odio
El artículo 1 del Código de Servicios de Medios Audiovisuales, define el discurso de odio como un mensaje que propaga, incita, promueve o justifica el odio basado en la orientación sexual. El párrafo 3 del artículo 17 prohíbe ese tipo de expresiones de odio en el espacio audiovisual nacional. El artículo 63 prohíbe los anuncios que incluyan o promuevan cualquier tipo de discriminación basada en la orientación sexual. Esta legislación fue legislada en 2018 y entró en vigor en 2019.
Los artículos 1, 17 y 63 del Código de Servicios de Medios Audiovisuales expresan lo siguiente:

Artículo 1. Conceptos
A los efectos de este Código, se entenderá por:
Discurso de odio - un mensaje que propaga, incita, promueve o justifica el odio racial, la xenofobia, el antisemitismo u otras formas de odio basadas en la intolerancia o la discriminación por motivos de sexo, raza, nacionalidad, religión, discapacidad u orientación sexual.
Artículo 17. Protección del espacio audiovisual nacional
(3) En el espacio audiovisual nacional, está prohibido emitir programas audiovisuales que constituyan discurso de odio.
Artículo 63. Requisitos generales de las comunicaciones comerciales audiovisuales
(4) Quedan prohibidas las comunicaciones comerciales audiovisuales que:
D) incluir y/o promover cualquier discriminación basada en criterios de sexo, raza, nacionalidad, religión, edad, discapacidad u orientación sexual, libertad de conciencia, pensamiento.
Código de Servicios de Medios Audiovisuales

## Condiciones sociales

### Sociedad
En mayo de 2017, una encuesta del Pew Research Center realizado en países de Europa del Este mostró que el 92% de los moldavos creía que la homosexualidad no debería ser aceptada por la sociedad. Entre los jóvenes de entre 18 y 34 años, el porcentaje cayó al 88%. Según la misma encuesta, el 5% de los moldavos apoyaba los matrimonios entre personas del mismo sexo.